# Julia Heron
Julia Heron (Montana, 21 novembre 1897 – Los Angeles, 9 aprile 1977) è stata una scenografa statunitense.
Lavorò in oltre 100 film tra il 1930 e il 1968, venendo candidata in più occasioni ai Premi Oscar. Nel 1961 vinse l'Oscar alla migliore scenografia per il film Spartacus.

## Filmografia parziale
- La voce nella tempesta (Wuthering Heights), regia di William Wyler - arredamenti (1939)
- L'uomo del West (The Westerner), regia di William Wyler - arredamenti (1940)

- Lady Hamilton (That Hamilton Woman), regia di Alexander Korda - arredamenti (1941)
- Il libro della giungla (Jungle Book), regia di Zoltán Korda - decoratore d'interni (1942)
- Le tre donne di Casanova (Casanova Brown), regia di Sam Wood (1944)
- Al di là del fiume (Drums Across the River), regia di Nathan Juran - decorazioni sceniche (1954)
- Il grande pescatore (The Big Fisherman), regia di Frank Borzage (1959)
- Lo specchio della vita (Imitation of Life), regia di Douglas Sirk - arredamenti (1959)
- Uno sconosciuto nella mia vita (A Stranger in my Arms), regia di Helmut Käutner (1959)
- Spartacus, regia di Stanley Kubrick (1960)
- Gioco mortale (Let's Kill Uncle), regia di William Castle (1966)